# Joseph Herreboudt
Joseph Herreboudt (Brugge, 13 november 1841 – Brusselse agglomeratie, voor 1923) was een Belgisch advocaat en gemeenteraadslid in Brugge. Hij was een vroege promotor van de monumentenzorg en de bouw van Brugge Zeehaven. Nadien werd hij een organisator van de emigratie naar Canada.

## Levensloop
Joseph Vincent Marie Jean Herreboudt was een zoon van Adolphe Herreboudt en Adelaïde Englebert.
Zijn voorouders Herreboudt behoorden vanaf de achttiende eeuw tot het Brugse bakkersambacht. Karel Herreboudt (1706-1779), getrouwd met Anna Michiels, was deken van de 'eed' van de bakkers in 1751 en 1762, bestuurslid in 1752, 1754 en 1756. Minstens twee zoons, Jean-François en Jacques-Ignace, werden bakker.
Bakker Jean-François Herreboudt (1736-1794), was de voorvader van de dynastie van krantenuitgevers Herreboudt.
Bakker Jacques-Ignace Herreboudt (1741-1796), getrouwd met Marie-Catherine Co(u)deré of Codery had verschillende zoons en dochters die, zoals hij, het bakkersberoep kozen. Een paar onder hen zocht het in andere activiteiten, zoals Frans-Jozef, die 'fabrikant' werd en Jan-Robert Herreboudt (Brugge, 24 april 1787 – 31 mei 1869), die zoutzieder werd. Deze was met zijn groot gezin gevestigd langs de Potterierei en was de vader van Adolphe Herreboudt (Brugge, 18 januari 1813 – 25 januari 1885), die in opvolging van zijn vader zoutzieder was en trouwde met Adèle Englebert (1821-1912). Het werd een gezin met twaalf kinderen, onder wie zes de geestelijke staat verkozen.
Van de lange rij broers en zussen was Joseph-Vincent Herreboudt de oudste. Hij liep middelbare school in het Sint-Lodewijkscollege en voltooide er de retorica 1859-1860. Onder zijn tien klasgenoten bevonden zich Adolf Duclos (Brugge, 1841-1925), de latere historicus en kanunnik, Charles de Madrid (Brugge, 1841 – Beernem, 1886) die provincieraadslid werd en burgemeester van Beernem, Gustaf Delescluze (Brugge, 1842 – Kortrijk, 1918), later priester, musicus en kunstcriticus, Victor de Thibault de Boesinghe (Brugge, 1842-1901), die vrijgezel bleef in Zwevezele, en Charles de Brouwer (Oostende, 1842 – Gent, 1919) die in Gent advocaat werd en vervolgens textielindustrieel en afgevaardigde bestuurder van La linière gantoise. Hun retoricaleraar was de bekende taalkundige, priester Leonard De Bo (Beveren, 1826 – Poperinge, 1885).
Herreboudt behaalde in 1865 zijn doctoraat in de rechten aan de Katholieke Universiteit Leuven. Vanaf het jaar 1866 was hij ingeschreven eerst als stagiair, vervolgens als advocaat in Brugge en zou dit blijven tot begin 1880. Hij woonde in de Hoogstraat A12-13 (later nr. 7) en had vanaf 1874 een tweede verblijf in Sint-Andries, dat stilaan zijn feitelijke hoofdverblijfplaats werd. Vanaf 1878 hield hij kantoor in de Braambergstraat, zonder echter zijn officiële woonplaats te wijzigen.
In 1870 trouwde Joseph Herreboudt met Elisabeth (of Elza) De Laet (Antwerpen, 21 juli 1841 – Brussel, 2 april 1909). Zij was de dochter van de Antwerpse volksvertegenwoordiger voor de Meetingpartij Jan De Laet (1815-1891), dichter, zakenman en politicus die een groot aandeel had in het tot stand komen van de eerste taalwetten. Het echtpaar Herreboudt – De Laet had zeven kinderen: (Joseph)-Leon (° Brugge, 10 februari 1871) – Jean-Adelin (Brugge, 10 mei 1872 – Brussel, 1925) – de drieling Elza, Marie en Claire (° Brugge, 29 april 1873) – Adolphe (° Sint-Andries, 12 mei 1874) – Bertha (° Sint-Andries, 17 juni 1875).
Nog maar pas ingeschreven als stagiair bij de balie van Brugge, liet Herreboudt van zich horen. Hij publiceerde een pamflet onder de titel Le domicile est inviolable (Article 10 de la Constitution). Aux membres des parquets de Bruges et de Courtrai. Hierin trok hij van leer tegen de parketten die waren opgetreden in een politieke zaak die betrekking had op gebeurtenissen in de gemeente Sint-Denijs en waarin ze bij de katholieke opinie de indruk hadden gewekt partijdig te werk te zijn gegaan. Het ging over een hevig dispuut betreffende de gemeentelijke begraafplaats.
Herreboudt werd een rasspreker, die meetings hield over politieke thema's zowel in Brugge als in andere steden, in het kielzog van zijn schoonvader. Hij gaf ook voordrachten over andere onderwerpen, zoals de arbeidersstakingen of over koning Willem I der Nederlanden. In 1877 gaf hij in vele steden een voordracht over de ontwikkeling van Afrika, waarbij hij het verhaal deed van de verschillende ontdekkingsreizigers die zich op dit continent hadden gewaagd, tot en met David Livingstone en Henry Morton Stanley, en tevens van leer trok tegen de slavenhandel. Hij vertrouwde er op dat de bemoeiingen van koning Leopold II hieraan een einde zouden stellen.
In 1871 was het aan Herreboudt om aan de balie de openingsrede te houden. Hij deed onder een eerder onschuldige titel De la liberté testamentaire een felle uitval tegen wetsvoorstellen die vanuit liberale hoek werden ingediend, teneinde het schenken aan religieuze instellingen onmogelijk te maken. Hij betoogde dat het inderdaad wel niet paste dat men in testamenten de wettige erfgenamen zou onterven, maar dat het ook moest mogelijk zijn dat welmenende en welvarende burgers een gedeelte van hun bezit konden overmaken ter ondersteuning van liefdadige instellingen. Het is duidelijk dat Herreboudt zich met zijn stellingnamen tot het katholieke kamp bekende en er op sympathie mocht rekenen.
Hij verklaarde zich tevens als Vlaamsgezind, door lid te worden van Vlaamsche Broederbond, de pressiegroep die de Franstalige katholieke kiesvereniging op de hielen zat.
In 1868 werd Herreboudt lid van de Vereniging van de Schamele Armen. Ook al was het een neutrale vereniging, alleen het feit dat het zich niet situeerde binnen de christelijke caritatieve verenigingen en dat burgemeester Jules Boyaval (1814-1879) er erevoorzitter en Adolphe Goupy de Beauvolers (1825-1894) voorzitter van was, gaf er toch een uitgesproken liberaal tintje aan. In januari 1872 behoorde Herreboudt, samen met katholiek gemeenteraadslid en advocaat Pieter Boutens (1831-1878), tot de stichters van het Willemsfonds. Toen het na enkele jaren duidelijk werd dat het Willemsfonds tot het liberale kamp behoorde, bleef Herreboudt in tegenstelling tot anderen toch lid. Hij gaf er zelfs in 1877 een voordracht over zijn plan voor een groot programma van openbare werken. Ook toen in 1878 het liberale Van Gheluwe's genootschap werd gesticht, was hij erbij en werd hij zelfs ondervoorzitter. Op 14 april 1878 hield hij een voordracht voor de Reizigerskring, een andere vereniging van liberale strekking, waarin hij zijn geloof in het Plan de Maere uiteenzette. Tegen die tijd, zoals we hierna zullen zien, was Herreboudt een stevige tegenstander geworden van het katholieke meerderheidsbestuur. Ook nog in de lente van 1878 was hij een van de leden van de informele vereniging die zich de naam gaf van Bestendig Bureau van de Meeting, waarin een aantal Brugse verenigingen van liberale en katholieke strekking zitting hadden en die de organisatie op zich nam van vergaderingen en meetings voor de bevordering van het havenplan van de Maere. Toen echter begin 1880 de Kring Brugge-Zeehaven formeel werd opgericht, was Herreboudt er niet meer bij.

## Gemeenteraad
Op 26 oktober 1869 werden tussentijdse verkiezingen gehouden voor de vervanging van vijf leden in de Brugse gemeenteraad. Herreboudt werd voor de eerste maal voorgedragen door de katholieke kiesvereniging. De partijbonzen waren echter niet voor zijn kandidatuur gewonnen en ageerden tegen hem, zodat hij niet werd verkozen.
Bij de tussentijdse gemeenteraadsverkiezing van 2 juli 1872, toen de katholieke partij het stilaan haalde op de liberale (13 zetels tegen 14), werd Herreboudt dan toch tot gemeenteraadslid verkozen. Hij had tijdens de kiescampagne sterke taal gesproken en onder meer het thema 'In Vlaanderen Vlaams' met veel overtuiging naar voor gebracht. Op 2 september 1872 legde hij met de andere verkozen leden, de grondwettelijke eed af.
De gemeenteraadsverkiezingen van 26 en 27 oktober 1875, betekenden de definitieve doorbraak van een katholieke meerderheid. De helft van de raad diende te worden vernieuwd en alle verkiesbare zetels, toegewezen volgens het meerderheidsprincipe van the winner takes all, werden door de katholieken ingepalmd. Herreboudt, die in de kiesmeetings Vlaams sprak, was de vijfde in de rij van gekozenen en behaalde zelfs een paar stemmen méér dan Amedée Visart de Bocarmé (1835-1924), die weldra burgemeester van Brugge zou zijn. Er bleven nog alleen enkele liberalen over die het weinig bemoedigend vooruitzicht hadden van een complete eliminatie bij de volgende gedeeltelijke vernieuwing. Dit gebeurde bij de volgende verkiezingen in oktober 1878, toen 14 katholieken werden gekozen en geen enkele liberaal.
Vanaf zijn intrede drukte Herreboudt zich, heel alleen, in het Nederlands uit. Hij liep hiermee voorop, want de meest standvastige promotor van het Nederlands in de Brugse stadsadministratie, dokter Eugène Van Steenkiste (1841-1914), was toen nog niet eens lid van de gemeenteraad en Herreboudt bleef nog heel eenzaam in zijn houding. Zijn tussenkomsten in het Nederlands waren:
- Zijn maidenspeech in de tweede zitting die hij bijwoonde, in verband met een taalkwestie.
- Over een losgebroken rund dat enige paniek in de Hauwerstraat had veroorzaakt.
- Over de noodzakelijke investeringen die moesten gebeuren ten bate van handel en nijverheid, meer bepaald in de Brugse haven.
- Over de spaarkassen in de scholen voor arme kinderen, die volgens hem in een bedroevende toestand verkeerden.

Het is zeer waarschijnlijk dat collega's, ook partijgenoten, aan Herreboudt lieten blijken dat ze zijn tussenkomsten in het Nederlands niet apprecieerden en er hem op wezen dat hij zijn eigen ruiten ingooide, doordat een aantal van de raadsleden en schepenen niet eens begreep wat hij zegde. Daarom begon hij zijn volgende tussenkomst met de woorden: Je m’exprimerai en français, non parce que je renonce à me servir de la langue flamande, mais je désire être bien compris par ceux auxquels je m’adresse.
Pas in 1879, tijdens een discussie met betrekking tot twee lagere scholen voor arme kinderen, sprak hij opnieuw Nederlands. Hij begon toen aldus: Ik zal Vlaams spreken in verband met dit belangrijk punt, want ik wens goed begrepen te worden door mijn medeburgers, opdat men niet zou kunnen zeggen dat ik tegenstander van die school ben. Dergelijke houding, duidelijk bedoeld voor het aanwezige publiek, werkte op de zenuwen van zijn collega's en deed aan schepen en advocaat Emile-Ernest Cauwe (1845-1908) de opmerking ontvallen: Richt u tot de gemeenteraad en niet tot het volk, we zijn hier niet in een meeting. Herreboudt zou nog driemaal dat jaar in het Nederlands het woord voeren, telkens over kwesties in verband met het gemeentelijk onderwijs.
Herreboudt had tegen die tijd enige versterking gekregen voor zijn taalopvattingen. Dokter Eugeen-Karel Van Steenkiste, architect Karel Verschelde (1842-1881) en advocaat Polydoor Demonie (1844-1887) hadden, na hun verkiezing in oktober 1878 op de katholieke lijst, in het Nederlands hun eed afgelegd. Het duurde echter nog enkele jaren vooraleer Van Steenkiste zich in het Nederlands uitdrukte tijdens de zittingen. Verschelde deed geen tussenkomsten en overleed weldra. Demonie kwam alleen in het Frans tussen.
Een discussiepunt waarop Herreboudt vaak terugkwam betrof het gebrek aan evenwicht tussen wat de stad spendeerde voor haveninfrastructuur en industrie (300.000 fr. in 20 jaar) en het miljoen dat was besteed aan de bouw van een schouwburg. In afgemeten bewoordingen drukte hij dezelfde kritiek uit die in de lokale bladen met heel wat grotere heftigheid werd uitgebazuind. Hij kwam later nog op het theater terug, het verlenen van toelagen bekritiserende en verzoekende om die als nutteloze en contraproductieve uitgaven af te schaffen.
In het jaar 1873 was het voornaamste stokpaardje van Herreboudt de noodzaak werken uit te voeren tegen de verzanding van het kanaal Brugge-Gent en van het kanaal Brugge-Oostende, dat nog maar net goed was voor de binnenscheepvaart en geen zeeschepen meer toeliet. Met zijn uitgebreide en gedocumenteerde uiteenzettingen gaf Herreboudt blijk van een grondige kennis van de problematiek, maar tegelijk moet deze ondernemende en nog jonge nieuwkomer wellicht behoorlijk op de zenuwen van sommige collega's hebben gewerkt. Toen op 23 oktober 1873 de katholiek Oostendenaar Auguste Beernaert (1829-1912) tot minister van Openbare Werken was benoemd, drong Herreboudt twee dagen later al aan opdat men onmiddellijk het idee van een directe toegang van Brugge naar de zee via Oostende met hem zou gaan bespreken.
De drie leidmotieven van zijn talrijke tussenkomsten over de toekomst van Brugge waren: een commerciële stad en haven, een industriële stad en een toeristische stad.
Daarnaast waren er nog heel wat andere punten waar het jonge raadslid zijn zeg over had. Voorbeelden: kritiek op een gewijzigd reglement aangaande drankgelegenheden en balzalen; aandringen voor het aanleggen van nieuwe straten (zoals in de wijk van de H. Magdalena) en het aanpakken van de hygiëne van waterlopen en rioleringen; bezwaar tegen het overbrengen van het vredegerecht van het Vrije naar een stadseigendom op het Jan van Eyckplein; kritiek op de gemeentelijke bewaarscholen, die te veel kostten en beter aan het privé-initiatief konden worden overgelaten; kritiek op het tekort aan personeel aan de Handelskom en het tekort aan investeringen; kritiek op de lamlendige staat waarin zich het ziekenhuis voor ongeneeslijke vrouwen bevond; kritiek op de volgens hem te lange duur van de concessies verleend voor tramlijnen; aanmerkingen op rooilijnen en straatverbredingen.
Eind 1873 zette Herreboudt nog eens alle registers open naar aanleiding van de bespreking van de begroting. Hij had kritische aanmerkingen op de rekeningen. Hij wilde dat men aandrong op een hogere toelage van de regering voor de uitgave van de Inventaire des chartes door Louis Gilliodts. Hij wilde dat meer werd voorzien voor werken aan de Sint-Annakerk. En tot slot kondigde hij aan dat daar waar de andere katholieke raadsleden zich onthielden, hij als enige tegen de begroting zou stemmen, die volgens hem helemaal niet beantwoordde aan de werkelijke financiële toestand van de stad.
Tijdens het jaar 1874 werd Herreboudt minder actief. Helemaal zwijgzaam bleef hij nochtans niet. Hij brak een lans voor het verleggen van de spoorlijnen buiten de stad en klaagde over het onvoldoende aantal treinen naar Brussel. Hij was niet te spreken over de traagheid waarmee de verslagen van de raadszittingen gedrukt werden en benadrukte dat de raadsleden de drukproeven moesten kunnen nalezen. Hij interesseerde zich voor de plannen en de begroting voor werken aan het stadhuis, vroeg zich af waarom men zich voor leningen niet tot het Gemeentekrediet wendde en vroeg om beter inzicht in de belastingontvangsten. Hij eiste meer waterpompen voor de brandweer, meer middelen voor de muziekschool en meer investeringen in het nieuwe Magdalenakwartier. Voor nieuwe gebouwen die men wilde oprichten aan de Handelskom, wilde hij eerst de plannen zien, wat hem met tegenzin werd toegestaan. Ook het Bureau van Weldadigheid en de scholen bleef hij aandachtig volgen. Het jaar 1874 werd afgesloten met de bespreking van de begroting voor het volgende jaar. Na een kritische redevoering die twintig bladzijden van het verslag in beslag nam, deelde Herreboudt mee dat hij zich ditmaal zou onthouden.
Tegen die tijd gingen de zittingen in een geladen sfeer door. Op 2 oktober 1874 had de Bank Dujardin de betalingen gestaakt en de boeken neergelegd. In de zitting van 28 november kwam dit ter sprake. Er waren immers gemeentelijke gelden mee gemoeid, omdat zowel het Bureau voor Weldadigheid als de Burgerlijke Godshuizen sommen hadden gedeponeerd in deze bank en het ernstig risico bestond dat die reddeloos verloren waren. De oppositie, Herreboudt, Ronse en François Van den Abeele (1824-1900) voorop, rook bloed en vuurde haar vragen af: Over welke bedragen ging het? Wie had voor deze beleggingen de toelating gegeven en wie was verantwoordelijk voor de te verwachten verliezen? De leden van beide ondergeschikte besturen waren bijna uitsluitend liberalen, met onder hen enkele tenoren van de lokale partij, zoals de advocaten Alphonse Meynne (1839-1915) en Gustave Jacqué (1841-1924), notaris Joseph Van der Hofstadt (†1896) en Eugène Thomas (1830-1883). De gelegenheid was natuurlijk te mooi om ze niet even de schrik op het lijf te jagen. De burgemeester en de liberale meerderheid reageerden duidelijk aangeslagen maar namen een afwachtende houding aan, omdat volgens hen nog niets verloren was.
Het is onder dit onheilspellende gesternte dat het jaar 1875 werd ingezet. Het was een verkiezingsjaar en de gemeenteraadsleden stonden scherp, Herreboudt in de eerste plaats. Een recente brand deed hem weer op zijn kritiek terugkomen betreffende de brandweer. Die had volgens hem niet de adequate waterpompen en daarbij, de organisatie trok op niets. Het werd hoogtijd vond hij om over een beroepskorps te beschikken. Hij verzette zich hevig tegen gedeeltelijke restauratiewerken aan de zijgevel van het stadhuis in de Blinde-Ezelstraat en wilde de volledige plannen en bestekken voor alle onderdelen van het stadhuis kunnen inzien. Het schepencollege wilde een obligatielening uitschrijven voor een bedrag van 500.000 fr. Waarom leent u dat niet gewoon bij het Gemeentekrediet, vroeg Herreboudt. Wanneer een hele reeks aanpassingen aan taksen en belastingen moesten worden goedgekeurd, eiste hij dat hierover een verslag zou worden gemaakt door het berek van financies en dat de teksten zouden gedrukt en aan de raadsleden bezorgd worden. Na hevige discussie kreeg hij uiteindelijk zijn zin. Al die punten bracht hij op dezelfde zitting naar voor. Hij maakte zich ook bezorgd om de pensioenkassen van de stad, waar geen ernstige raadsbeslissingen bleken over te bestaan. Ook dit had, zonder het te zeggen, met het faillissement Dujardin te maken.
Herreboudt vertoefde ook in milieus waar men zich voor de geschiedenis van Brugge interesseerde. Een ervan was de in 1865 gestichte Société archéologique de Bruges die zich inzette voor het tot stand komen van een archeologisch museum (dat later het Gruuthusemuseum werd). De voorzitter ervan was zijn schoolkameraad Adolf Duclos. In diens verslag van de activiteiten, werd gemeenteraadslid Herreboudt onder de weldoeners vermeld, als schenker van twee geëmailleerde tegels afkomstig uit de vroeg veertiende-eeuwse boetkapel die in de abdij van Sint-Andries was opgericht, ter nagedachtenis van enkele geëxecuteerde Brugse burgers.
In de periode voor 1876 richtte Herreboudt zijn pijlen op de liberale meerderheid en op burgemeester Boyaval. Hij was het nochtans soms met hen eens, zoals toen hij de burgemeester bijtrad in zijn oppositie tegen de katholieke minister van Binnenlandse Zaken en Onderwijs Charles Delcour (1811-1889). Hij werkte niettemin danig op de zenuwen van de liberale meerderheid.
Tijdens de voorlaatste zitting van 1875 werd de stadsbegroting besproken. Herreboudt viel die scherp aan, vooral omdat men overhaast nieuwe belastingen en nieuwe leningen wilde doen goedkeuren, waar vooraf niet over was gediscussieerd. Hij beklemtoonde anderzijds dat er veel te weinig geld voorzien was voor onderhoud van stadsgebouwen, bruggen, kaaien, kanalen en riolen. En hij besloot met de wens dat een 'nieuwe meerderheid' hierover andere en betere gedachten zou hebben. Iedereen wist natuurlijk sinds de verkiezingen van einde oktober dat het liberale bestuur ten einde liep en enkele dagen later de katholieke meerderheid de stad zou in handen nemen.

## Brugge-Zeehaven
Een zaak die gedurende een paar zittingen heel wat tijd in beslag nam, had te maken met havenkwesties. De regering had beslist dat Gent door een zeekanaal met Terneuzen zou worden verbonden en dat België de kosten hiervoor op zich nam, ook op Nederlands grondgebied. Daarnaast zou Gent van dezelfde gunstige tarieven voor zijn trafieken genieten als Antwerpen. De havenmetropool verzette zich hevig tegen het kanaal naar Terneuzen en vond dat als Gent dan toch een rechtstreekse verbinding met de zee wilde, het beter volledig op Belgisch grondgebied gebeurde, met een kanaal naar Heist. Dit was helemaal naar de zin van Herreboudt, die trouwens rapporteur werd benoemd door het berek voor handel en nijverheid. Laten we op die kar springen, riep hij uit. Voor eenmaal dat Antwerpen iets voorstelt waar we het mee eens zijn, moeten we ons bij hen voegen. Immers, dit kanaal zou ook langs Brugge komen, of gemakkelijk met een vertakking kunnen verbonden worden. Meteen zouden we, bij de monding, een haven in volle zee kunnen uitbouwen. In naam van allen sloot de burgemeester zich bij de uiteenzetting van Herreboudt aan.

## Naar de oppositie
Er was inderdaad vanaf 1 januari 1876 een katholieke meerderheid, maar Herreboudt hoorde daar niet bij. Wat er wel gebeurde, was dat op 3 januari 1876 de herkozen of nieuwgekozen raadsleden in de Brugse gemeenteraad de eed hadden afgelegd, met uitzondering van Joseph Herreboudt. Hij verscheen pas op 13 januari. Ondertussen waren namelijk drie katholieke raadsleden bij koninklijk besluit tot schepen benoemd: de jurist en eigenaar Alfred Ronse (1835-1914), de advocaten Ernest Cauwe (1845-1908) en Georges de Crombrugghe (1841-1922). Het is zeer waarschijnlijk dat Joseph Herreboudt de ambitie koesterde schepen te worden en zeer ontgoocheld was toen dit niet gebeurde. Daar is wellicht de reden te vinden voor het feit dat hij in stijgende lijn oppositie ging voeren tegen de katholieke meerderheid. Vanaf januari 1879 werd hij, na het wegstemmen van de laatste liberalen, de enige overblijvende tegenstander.
Na de overwinning van de katholieke partij, de benoeming van Amedée Visart tot burgemeester en de aanstelling van drie nieuwe schepenen begin 1876 (twee liberalen bleven nog een termijn uitdoen), was Herreboudt nu dus een tegenstander. Tijdens een van de eerste raadszittingen na de machtswissel, zat het er al bovenarms op tussen hem en de schepen van openbare werken Ronse. Dit zou nooit meer goed komen. De oppositietoon werd bij Herreboudt duidelijk. Zo onder meer tijdens zijn talrijke tussenkomsten over een door hem gewenste rechtstreekse toegang van Brugge naar de zee, waarmee hij vooruitliep op de voorstellen van ingenieur August de Maere (1826-1900). Hij hamerde ook vaak op de nodige investeringen in de Handelskom.
Tijdens iedere zitting kwam hij weer uitgebreid en kritisch tussen op velerlei punten. Zo wilde hij bliksemafleiders op stadsgebouwen; betere waterpompen voor de brandweer; een beroepskorps van brandweerlui; betere werking en groter besef van verantwoordelijkheid bij de Burgerlijke Godshuizen. Hij had het verder over de tuin van de Duinenabdij, over de spaarkassen in de gemeentescholen, over watervervuiling, over lastenboeken, over sommige toelagen, over rooilijnen, over industrieterreinen, over de huisnummering, over de verhuizing van een meisjesschool, over de Stichting Cobrysse over de hoogdringende noodzaak van een nieuw stationsgebouw en over de wenselijkheid het ontwerp hiervan aan een Brugse architect toe te vertrouwen, enzovoort.
Soms steunde hij de meerderheid, zoals bij de actie van de burgemeester om groene promenades aan te leggen. Maar soms steunde hij de vroegere burgemeester en stemde een voorstel over de école pour demoiselles dat hij eigenlijk al vier jaar geleden zelf had geformuleerd en toen door Boyaval niet maar nu wel werd goed bevonden.
Na een jaar katholiek stadsbestuur, tijdens het welke hij van kamp was veranderd, drukte Herreboudt zijn ontgoocheling uit over de geringe daadkracht van het nieuwe bestuur en kwam zelf uitgebreid met plannen voor de dag, onder meer met een groots plan voor het uitvoeren van openbare werken en restauraties. Niets kon beter de stad en de streek doen heropleven, zo betoogde hij, dan een programma van grote openbare werken. Wat hij zo allemaal voorstelde was: voor 2 miljoen fr. werken uitvoeren aan stadsgebouwen, een overdekte schietbaan, een derde meisjesschool en een overdekte markt bouwen, het Gruuthusepaleis aankopen en het als stadsmuseum inrichten, promenades aanleggen, een nieuw Sint-Janshospitaal bouwen buiten de stad en een standbeeld voor Breydel en De Coninck oprichten. Dit alles zou moeten gebeuren door het aangaan van een lening van 5 miljoen fr.
Enkele maanden later voegde Herreboudt daar nog een voorstel aan toe, gebaseerd op de wens die koning Leopold II had uitgedrukt: Je voudrais voir restaurer ses anciens et beaux monuments, afin que Bruges devienne une autre Nuremberg. Que la ville tout entière ne soit qu’un vaste et splendide musée et pas un étranger ne visitera la Belgique sans aller le voir. De goedkeuring van dit voorstel kon veel werk betekenen voor de bouwsector. Op het culturele vlak kon het zorgen voor de instandhouding van het stadsbeeld en zou Brugge toeristen aantrekken. Herreboudt stelde onmiddellijk een volledig programma voor van te restaureren monumenten.
Deze belangrijke thema's beletten niet dat Herreboudt ook over veel andere punten zijn stem liet horen. Zo klaagde hij omdat het maken van decors in de stadsschouwburg niet aan Bruggelingen werd toevertrouwd en dat er te weinig opvoeringen in het Vlaams waren in de schouwburg, wenste hij een loskade aan de Coupure en had hij aanmerkingen op het vellen van bomen langs de Steenbrugse Wandeling. Verder had hij regelmatig aanmerkingen op de Burgerlijke Godshuizen en de Openbare Onderstand, over de gemeentescholen, over het atheneum, over de godsdienstlessen in het rijksonderwijs. Hij was het er ook helemaal niet mee eens dat de aloude Kunstacademie, die een privé-instelling was, geleid door liberalen, werd opgedoekt en vervangen door een gemeentelijke instelling die uiteraard onder katholieke voogdij zou staan.
In november 1877 gaf August de Maere een brochure uit met een plan voor een nieuwe haven in Brugge met rechtstreekse toegang naar de zee. Herreboudt had zelf vroeger al in die zin gepleit en was dan ook onmiddellijk een groot voorstander van wat de Gentenaar voorstelde. In de raadszitting van 26 januari 1878 wilde hij hierover tussenkomen, maar bij ordemotie nam raadslid Van den Abeele het woord en maaide hem het gras van onder de voeten. Herreboudt kon zich alleen maar volmondig bij de uiteenzetting van zijn opponent aansluiten, niet zonder wat schamper op te merken dat deze collega wel heel vlug zijn tot voor kort negatief standpunt hierover had verlaten. De kwestie werd doorverwezen naar het berek handel en nijverheid van de Brugse gemeenteraad. Herreboudt werd aangeduid als rapporteur en in de zitting van de gemeenteraad van 23 maart bracht hij een lang en enthousiast verslag uit. Op 18 april kwam de Maere zelf zijn plan voor het berek toelichten. Ook burgemeester Visart was aanwezig. In de zitting van 20 april bevestigde de gemeenteraad opnieuw zijn steun. Voortaan behoorde het 'plan-de Maere' officieel tot de betrachtingen van de stad Brugge. Een strijd werd ingezet die bijna twintig jaar duurde en de ganse Brugse bevolking op de been bracht.
Ook tijdens dit jaar bleef Herreboudt bijzonder actief in de gemeenteraad. Een eerste discussiepunt betrof de bouw van een nieuw hospitaal voor ongeneeslijke zieken, dat zou worden toevertrouwd aan de Zusters van Liefde van Jezus en Maria. De Burgerlijke Godshuizen wilden het op het einde van de Oostmeers bouwen, maar Herreboudt had daar talrijke bezwaren tegen: het ging om moerassige gronden die epidemieën zouden veroorzaken, de zieken zouden hinder ondervinden van het lawaai van de locomotieven die in de nabijheid voorbij reden en de gronden rond het Minnewater moest men voor handel en industrie voorbehouden.
Herreboudt had ook nog aanmerkingen op het Bassin van het Minnewater, over de omheining rond Sint-Salvatorskerk ("geen luguber hekken, maar een laag muurtje"), over nieuwe magazijnen aan de Handelskom, over de nog steeds deficiënte brandweer, over het voetstuk van het standbeeld Jan van Eyck ("voorkeur voor Gustaaf Pickery boven Louis Delacenserie"), over de controlecommissie op het vlees, over de slechte kasseien die men bestelde, tegen de rooilijnen met slopingen tot gevolg, over het Sint-Annakwartier, over de spoorlijn naar Blankenberge, over de beste plek voor het nieuw te bouwen station ("buiten de stad a.u.b."), over de bomen die gerooid werden in de Rame, over de verkoop van het Engels seminarie, over de stadsbibliotheek ("désordre complet") en over nog veel andere punten. Wat de nieuwe wijk betreft die in de omgeving van de Boeveriepoort werd gepland, ondersteunde Herreboudt de bouw van de nieuwe huizen in Brugse stijl.
Een ander punt waartegen Herreboudt van leer trok was een artikel dat men wilde toevoegen aan het reglement voor de Havenkom. Voortaan zou iedereen die voor diefstal of misbruik van vertrouwen was veroordeeld, voor altijd de toegang tot de haven worden ontzegd. Zoiets, vond hij, was onwettelijk, ongrondwettelijk en onuitstaanbaar. Een arme sjouwer die door de honger gedreven een kleine diefstal zou bedreven hebben, zou hierdoor, samen met zijn familie, buitensporig worden gestraft.
De bespreking van de begroting in februari 1878 was de gelegenheid voor Herreboudt om alle registers open te zetten. Tijdens de algemene bespreking nam hij gedurende twee uur het woord en deed een aantal voorstellen over waar het geld te vinden was voor de grote werken die hij voorstelde. Nadien had hij bij de artikelsgewijs bespreking op bijna elke begrotingspost iets aan te merken.
Herreboudt toonde ook nog eens zijn Vlaamsgezindheid, door een verzoek te ondersteunen dat door verschillende burgers was ingediend over het gebruik van het Nederlands in gemeentezaken. Een commissie onderzocht de zaak en bereikte de conclusie dat het taalgebruik vrij was, maar dat de raadsleden niettemin werden aangemoedigd zich in het Nederlands uit te drukken.
Bij het begin van 1879 deden dertien nieuwe raadsleden hun intrede. Als gevolg van de verkiezingen van 19 oktober 1878 verdwenen de laatste liberalen uit de gemeenteraad en bestond die nu uitsluitend uit leden van de katholieke partij, met Herreboudt, destijds op de katholieke lijst gekozen, als enig oppositielid. Hij bleef niettemin actief, om niet te zeggen uiterst actief.
Hij volhardde eerst en vooral als de voornaamste sympathisant van de Maere en zijn havenplannen. Pas had deze een nieuwe brochure gepubliceerd of Herreboudt vroeg die te laten onderzoeken door het berek van handel en nijverheid. Met enige aarzeling stemde burgemeester Visart daar in toe. Wellicht wilde hij dit niet in dit berek laten behandelen, wetende dat Herreboudt daar het hoge woord zou voeren en wellicht ook als rapporteur zou worden aangeduid. Wellicht had hij achteraf spijt van zijn toezegging. In elk geval klaagde Herreboudt erover dat bijna een maand later het berek nog altijd niet was bijeengeroepen. Men zou het de week daarop doen, werd hem beloofd. Een maand later vroeg hij het weer. De bijeenkomst was opnieuw uitgesteld. Pas begin 1880 zou men daar nog iets over horen.
Herreboudt trok in het jaar 1879 werkelijk alle registers open. Er kwam bijna geen punt meer op de dagorde voor, of hij had een grote of kleine aanmerking te maken. In dat jaar woedde de schooloorlog in alle hevigheid, en dit was ook merkbaar in de tussenkomsten van Herreboudt. Zo vond hij het uitstekend dat de plannen van architect Delacenserie voor de Rijksnormaalschool aan het publiek werden voorgesteld, maar vroeg tevens of het juist was dat er geen kapel voorzien was in het gebouw, wat hij niet goed vond. Wat betreft de gemeentescholen, had de katholieke meerderheid er niets op tegen dat ze leeg liepen ten voordele van de talrijke bestaande of nieuw opgerichte vrije scholen. Integendeel, ze hielp eraan mee. Opdat de ouders hun kinderen verder aan de gemeentescholen zouden toevertrouwen, moesten deze liefst godsdienstonderricht verstrekken en dus werd dit door het stadsbestuur tegengewerkt. Aangezien de geestelijkheid weigerde medewerking te verlenen en het dus de onderwijzers zelf waren die verondersteld werden godsdienstles te geven, was het schepencollege van oordeel dat dit een "schismatieke werkwijze" zou zijn. Aangezien de minister ook had opgelegd dat de gemeenten hun scholen moesten voorzien van de nodige godsdienstboeken en catechismussen, weigerde men dat in Brugge te doen, zich "naïef" afvragend welke boeken of welke catechismus ze dan wel zouden moeten kopen. Tegen deze partijdigheid weerde Herreboudt zich sterk en als enige opposant trouwens tevergeefs. Het schepencollege vond nog een andere manier om het aantal leerlingen in de gemeentescholen te doen verminderen. Men was tot de vaststelling gekomen dat 47 kinderen buiten Brugge woonden maar om een of andere reden in de stad school liepen. Men moest alleen onderwijs aanbieden aan de eigen bewoners, zo betoogde het schepencollege en dus moesten die kinderen eruit. Herreboudt maakte zich behoorlijk boos, in het Nederlands deze keer, en wees er op dat dit een toestand was die altijd en zonder problemen had bestaan, maar hij pleitte vergeefs. Een andere hevige discussie ontstond rond de oprichting in de stedelijke nijverheidsschool (die avondlessen organiseerde voor volwassen laaggeschoolden) van een cursus over "industriële en politieke economie" of staathuishoudkunde. Raadslid en advocaat Théophile Goethals (1845-1913), die bij de Nijverheidsschool betrokken was, had in een nota over de inhoud van deze cursus geschreven dat de leraar de economische gegevens moest toetsen aan de christelijke moraal en aan de Tien Geboden. Het kwam tot een hevige woordentwist, want Herreboudt vond natuurlijk niet dat een leraar dergelijke verbinding moest maken en betwijfelde zelfs of hij dat wel zou kunnen. Men benoemde alvast een betrouwbare katholiek als leraar, de jonge advocaat Alphonse Geûens (1847-1925).
Er waren nog veel andere tussenkomsten. Herreboudt hield een lang betoog over de gevaren van jongeren die zich op broos ijs op de ringvaart waagden en drong aan op maatregelen. Hij wilde dat de op de gevels geschilderde straatnamen en huisnummers zouden vervangen worden door blikken platen. Hij vroeg de opheffing van de Berg van Barmhartigheid, die moest worden vervangen door nuttiger gemeentelijke instellingen, namelijk een bewaarhuis en een volksbank. Hij had aanmerkingen op het muziekconservatorium, over de nieuw te bouwen schietstand, over de overdreven kost van baggerwerken in de reien. En zo ging het maar door.
Waar vroeger Herreboudt geen voorstander was van toelagen aan de schouwburg, omdat die zelf voldoende inkomsten kon genereren, was hij er toen, nadat de uitbater failliet was gegaan, wel voorstander van. Ook eiste hij, tijdens een hevige discussie, meer toelagen voor het Vlaams toneel. Het was onvermijdelijk dat Herreboudt tegen de stadsbegroting stemde. Hij bleef lange interpellaties houden over onder meer de politiecommissariaten en de nachtwacht, de brandweer, de gasverlichting of de aankoop van boeken voor de bibliotheek. Hij bleef hameren op problemen van rooilijnen, klaagde erover dat er te veel wilde honden op straat liepen met gevaren voor de hygiëne en merkte op dat er wel studiebeurzen in de begroting waren voorzien maar dat er geen werden toegekend. Wat de Burgerlijke godshuizen betreft had hij het over problemen die ontstonden door het feit dat instellingen dankzij de dode hand heel wat goederen in bezit kregen. Die moesten ze, zo drong hij aan, niet aanwenden om hun patrimonium te vermeerderen, maar om instituten op te richten in dienst van de armen.
Herreboudt schrok er nooit voor terug uiteenzettingen te houden die een uur tot zelfs een paar uur in beslag namen. Zo hield hij een zeer technisch en goed gedocumenteerd betoog over de kwaliteit van het water in de stad en meer bepaald van het reiewater, waar ongestoord de meeste latrines in uitmondden. Hij twijfelde er niet aan dat het als gevolg hiervan was dat de bewoners zo vaak het slachtoffer werden van kleine of grote epidemieën. Deze en andere uiteenzettingen waren van dien aard dat men wel moet veronderstellen dat Herreboudt zich als woordvoerder opstelde van beroepslui die het probleem grondig kenden.
De politieke duivels werden helemaal losgelaten als het er om ging toelagen te verlenen. Zo had de Compagnie Jagers Verkenners van de Burgerwacht een toelage gevraagd van 2.500 fr. om een manifestatie in te richten in het kader van de vieringen voor de vijftigste verjaardag van België. Toen het antwoord op zich liet wachten, werd Herreboudt de spreekbuis van de aanvragers, van wie bekend was dat het een bolwerk van de liberalen was. Neem daar toch eens dringend een beslissing in, zo drong hij aan. Maar de katholieke partij had een tegenzet gedaan. Die zelfde morgen was een aanvraag binnengekomen, ook voor een toelage van 2.500 fr., door de harmonie van de Concorde, die een muziekfestival wilde inrichten. Het ene en het andere moest nog eens grondig onderzocht worden, betoogde men. Het zou nog heel wat discussie vereisen en uiteindelijk kregen beide verenigingen elk 1500 fr. Herreboudt was natuurlijk niet tevreden.
Over restauratiewerken sprak Herreboudt een woordje mee. Zo had hij nogal wat opmerkingen over de herstellingswerken aan de Civiele Griffie. Ook over de werken aan de Kunstacademie of Poortersloge had hij ideeën. Hij kon zich in zekere mate verzoenen met het verwijderen van de trap en de ingang kant Jan van Eyckplein, maar wilde vooral graag hebben dat de lege nissen zouden worden opgevuld en liefst met beelden door Brugse beeldhouwers gemaakt.
En dan was er nog de kwestie van de bestemming te geven aan stadsgronden aan de Boninvest, die langs de ringvaart lagen. De stad wilde daar een opslagplaats bouwen voor het stallen van de lijkkoetsen. Bent u niet wijs, vroeg Herreboudt. Het is toch duidelijk dat hier een laad- en loskade moet komen, in dienst van de omliggende industrie. Herreboudt trok andermaal aan het kortste einde en de lijkkoetsen en hun paarden kwamen langs de Boninvest terecht.
Voor wat het jaar 1879 betreft, verscheen Herreboudt voor het laatst in de gemeenteraad op de zitting van 29 november. Op de twee zittingen in december bleef hij afwezig, voorbode wellicht van zijn plotselinge definitieve afhaken.
Tijdens de eerste zitting van de gemeenteraad in 1880 was Herreboudt present en bijzonder actief, om niet te zeggen strijdlustig. Het begon met een voorafgaande opmerking. Hij deelde namelijk mee dat het berek voor handel en nijverheid hem een opdracht had toevertrouwd om een nieuw verslag op te maken over de stand van zaken betreffende Brugge-Zeehaven. Daar had hij echter geen gevolg aan kunnen geven, zo verklaarde hij, want de documenten waar hij het schepencollege had om gevraagd had hij niet ontvangen en zijn vraag om op stadskosten de havens van Vlissingen en Duinkerke te mogen bezoeken was onbeantwoord gebleven.
Daarop volgde een motie van Herreboudt in verband met een succesvolle tentoonstelling van schilderwerken die onlangs had plaats gevonden en die hem het idee had ingegeven dat de stad Brugge meer inspanningen moest doen om zijn kunstcollectie aan te vullen. Waarom hieraan geen 10 à 15.000 fr. per jaar besteden? Nu was het schepen Ronse die in de aanval ging en nogal laatdunkend deed opmerken dat het gemakkelijk was om dergelijke voorstellen te doen, zonder te zeggen waar men het geld moest halen.
Een derde punt waarbij Herreboudt zich fors liet gelden ging nogmaals over de schoolboeken voor godsdienstonderricht die de stad voor de gemeentescholen moest, maar niet wilde, aankopen. Het was duidelijk dat het schepencollege alle middelen wilde aanwenden om, in volle schoolstrijd, minister Pierre Van Humbeeck (1829-1890) te hekelen voor de instructies die hij hierover gaf, terwijl Herreboudt, als enige in de raad, de minister verdedigde.
Op de zitting van 30 januari bleef Herreboudt afwezig en op die van 14 februari maakte hij een paar korte opmerkingen maar toen men nog maar pas aan het punt 3 was verliet hij de zitting, om nooit meer terug te keren.
Professor Romain Van Eenoo heeft destijds Herreboudt gekenschetst als "een exponent van de groep zogezegd vooruitstrevende jongkatholieken uit de jaren zeventig. Overtuigd katholiek, ultramontaans bijna, liep hij voortdurend storm tegen de partijstructuur en de politieke apathie van de katholieken. Als geducht meetingspreker reisde hij het land af. De liberalen zagen in hem een vreemd en moeilijk te beschrijven mengsel: een liberaal, een klerikaal, een radicaal en een republikein, die evengoed in de loge kon thuishoren". Het is duidelijk dat Herreboudt een evolutie doormaakte, waarbij hij de katholieke partij verliet en er een tegenstander van werd, maar niet speciaal vriendelijk werd onthaald bij de liberalen. Vandaar dat hij niet alleen moeilijk te situeren was, maar dat zijn politieke carrière doodliep.
Herreboudt was na de verkiezingen van 1879 het enige "liberale" en onafhankelijke gemeenteraadslid gebleven, eenzaam zetelende tegenover de verpletterende meerderheid. Dit was wellicht moeilijk vol te houden. Het einde hiervan kwam trouwens in zicht. Bij de eerstvolgende verkiezingen, in oktober 1881, verviel zijn mandaat en van herverkiezing was geen sprake. Hij was destijds met de steun van de katholieke partij verkozen, maar was in de loop van de jaren opponent geworden zodat verdere katholieke steun uit den boze was. Met het nieuwe electorale meerderheidssysteem hadden de liberalen geen vooruitzicht meer op ook maar de minste verkozene. Om het even welke politieke rol, zelfs die van een bescheiden lidmaatschap van de gemeenteraad, leek voortaan voor Herreboudt uitgesloten. De politieke mislukking deed hem er mogelijk toe besluiten andere oorden op te zoeken.

## Naar Brussel en naar Canada
Einde februari 1880 vertrok Herreboudt met zijn gezin naar Brussel waar hij zich aan de balie liet inschrijven en zich vestigde in Sint-Joost-ten-Node. Het lijkt erg vlug te zijn gegaan. Nadat hij op 14 februari nog korte tijd aanwezig was in de gemeenteraad, meldde het verslagboek van de tuchtraad van de balie, op 23 februari, zonder opgave van reden, zijn ontslag en zijn vertrek naar Brussel.
Wellicht werd hij mee naar de hoofdstad aangetrokken door de activiteiten van zijn schoonvader, evenals door die van zijn familieleden, de ingenieurs Englebert. In die richting lijkt zijn publicatie te wijzen die was gewijd aan uitvindingen en brevetten. Zijn ooms waren immers geïnteresseerd in het beschermen van de uitvindingen of verbeteringen die ze realiseerden.
De oudste zoon, (Joseph) Leon Herreboudt deed in 1893 een reis naar Montreal, maar kwam naar Brussel terug en ontpopte zich als projectontwikkelaar in De Haan. Samen met notaris Delphin Depuydt (†1900), burgemeester van Gistel, stichtte hij in 1895 de Société anonyme du Coq sur Mer die de concessie van 1889 overnam en de badstad ontwikkelde over een kleine zeventig hectare, volgens de richtlijnen van de stedenbouwkundige Joseph Stübben (1845-1936). Daarnaast was Leon Herreboudt ook actief voor het in concessie geven van het honderdtal belle-époquevilla's dat op initiatief van Leopold II in Anglo-Normandische stijl werd gebouwd.
Vanaf 1890 werd het de tijd dat de kinderen aan trouwen dachten. Over Leon zijn hieromtrent geen gegevens. De tweede, Jean-Adelin, trouwde met een Ranscelot en trok ook naar Canada. Elisabeth trouwde in 1891 met de Franse burggraaf Raoul Ogier d’Ivry. Marie trouwde achtereenvolgens met de Canadees Alex Johnson, met John Gale en, op hoge leeftijd, met haar weduwnaar geworden schoonbroer Raoul Ogier d’Ivry. Claire werd karmelietes. Adolphe, die in 1893 naar Canada was getrokken, samen met Leon, trouwde in 1906 met Elisabeth Rowan en ging in Schotland wonen, terwijl zijn zoon Robert C. Herreboudt (1911-2003) naar de Verenigde Staten uitweek. Bertha trouwde met Jules Van de Kerckhove en ook zij gingen een aantal jaren in Canada wonen. Men kan vaststellen dat de kinderen Herreboudt overwegend met buitenlanders trouwden en naar andere landen trokken.
Het was vanaf minstens 1890 dat Herreboudt belangstelling begon te betonen voor Canada, meer bepaald voor het schiereiland dat zich uitstrekt rondom de Sint-Laurensmonding, la Gaspesie genoemd. In 1902 verklaarde hij dat hij sedert 15 jaar in Canada had verbleven, wat ons in 1887 brengt. Het is zeker, als die verklaring klopt, dat hij tijdens die vijftien jaar vaak pendelde tussen Europa en Canada. Al zijn publicaties behandelden voortaan de betrekkingen met Canada. Het is niet meer te achterhalen wat hem hiertoe bracht.
In 1891 trouwde zijn dochter Elisabeth (1873-1950) met de Franse burggraaf, Raoul Ogier d’Ivry (1864-1952), zoon van burggraaf Émile Ogier d’Ivry (†1891) en Angèle Dupuis d’Angeac (†1930). De familie Ogier d"Ivry had een stamboom die opklom tot aan Lodewijk van Gruuthuse en Margaretha van Borselen. De weduwe Angèle wilde aan haar drie kinderen, Raoul, Marie-Hélène en Jean, een passende toekomst verzekeren. Ze nam zich voor het jonge gezin van Raoul te vestigen in Canada en kocht in het dorpje Sainte-Agathe-des-Monts een landbouwbedrijf van 250 hectare aan de oevers van Lake Manitou, dat had toebehoord aan een van de pioniers in de streek, Pierre Casimir Bohémie. Het jonge paar vertrok in 1893 naar Canada. Ze kregen drie kinderen: Marie (geboren in België in 1892), Gaëtan (Quebec, 1895 – Frankrijk, 1969) en Jacqueline (° Quebec, 1898).
Er was nog meer. Ook Marie Herreboudt kwam in 1891 of 1893, dus ofwel vroeger dan of gelijktijdig met haar zus, naar Canada. Dit was het gevolg van (of werd gevolgd door) haar huwelijk met Alexander R. Johnson (° Quebec, mei 1868), een advocaat van Ierse origine. Ze werd anglicaanse, zoals haar man. Kinderen waren er waarschijnlijk niet.
Het kan bijna niet anders dan dat Joseph Herreboudt eveneens bij de onderneming van de familie Ogier d'Ivry was betrokken. Hij leerde alvast het gebied grondig kennen. Het was eigenlijk al sinds 1867 dat zowel de federale overheid in Canada als enkele deelstaten, waaronder Quebec, inspanningen deden om migranten aan te trekken en om onder diegenen die zich in Antwerpen aanmeldden om naar Noord-America te vertrekken, een aantal te overtuigen naar Canada te komen eerder dan naar de Verenigde Staten. Immigranten die landbouw wilden bedrijven konden rekenen op een gratis hofstede. België hoorde bij de preferentiële landen, van waaruit men graag boeren, tuinders, mijnwerkers en ambachtslui wilde aantrekken, alsook dienstpersoneel zowel mannelijk als vrouwelijk. Vooral Quebec en Manitoba adverteerden dat ze Franstalig en katholiek waren. Kandidaten kregen hulp om de overtocht te betalen en de agenten die gegadigden aanbrachten kregen een commissie. Drie boekjes gaven informatie aan de kandidaten: dat van Herreboudt, Le Canada au point de vue de l’émigration (1890), van Gustaaf Vekeman Guide des émigrants au Canada (1890) en dat van Louis Hacault Les Belges au Manitoba (1894). De scheepvaartmaatschappijen publiceerden hun eigen propagandamateriaal.
Gewonnen voor het idee katholieke Franstalige migranten naar Quebec te sturen, kon Herreboudt baron Prosper de Haulleville (1830-1898), directeur van de Journal de Bruxelles, overtuigen om het kolonisatieproject in Gaspé te ondersteunen. Artikels verschenen in zijn dagblad, maar een echt succes kon men het niet noemen. Tamelijk weinig Belgische families gingen op het voorstel in.
Vanaf 1892 hield Herreboudt voordrachten over immigratie naar Canada. Op 13 september 1899 kwam hij voor de Handelskamer in Brugge een voordracht houden over het belang voor de haven van Zeebrugge in opbouw om relaties aan te knopen met havens en gebieden aan de overkant van de oceaan, waarbij hij de merites bezong van de zich ontwikkelende streek rond de monding van de Sint-Laurens. Hij vond het de moeite zijn tekst in druk te geven.
De zes laatste publicaties van Herreboudt hadden betrekking op Canada en de twee laatste werden in 1913 en 1917 in Montreal gepubliceerd. Herreboudt was sinds 1909 weduwnaar en niets verhindert te denken dat hij zich in de nabijheid van zijn dochters in Canada ging vestigen. Een van zijn zoons, Jean-Adelin, was trouwens ook naar Canada getrokken, waar hij in Quebec de algemene vertegenwoordiger was geworden van de Belgische chocolades Meurisse. Ook het echtpaar Van de Kerckhove – Herreboudt was naar Canada verhuisd. Minstens vier van de zeven kinderen Herreboudt bevonden zich dus tijdelijk of definitief in Canada.
Zijn laatste publicaties geven de indruk dat Herreboudt, voorspreker van het "gewone volk" in zijn Brugse tijd, verder naar links opgeschoven was. Hij was een voorstander geworden van de Principes van Rochdale (1829), het grondmanifest van de coöperatieve beweging die in de arbeidersorganisaties zijn voornaamste aanhangers had. Hij koppelde dit aan de beweging voor sociale tuinwijken, die toen ook opgang maakte, in de lijn van wat de Engelse stedenbouwkundige en socialistische utopist Ebenezer Howard (1850-1928) propageerde.
Een overlijdensdatum voor Joseph Herreboudt is niet bekend. Vast staat, op basis van een vermelding in 1923, dat hij toen overleden was. Hij zou in Brussel of de Brusselse agglomeratie gestorven zijn.

## Conclusie
Joseph Herreboudt, lid van een oude en uitgebreide Brugse familie, was op het politieke terrein de eerste die zowel de plannen van August de Maere voor een rechtstreekse verbinding van Brugge met de zee in Heist als de suggestie van Leopold II om van Brugge een aantrekkelijke monumentenstad te maken, met kracht ondersteunde. Hij was ook de eerste die in de Brugse gemeenteraad het Nederlands liet weerklinken. Onder zijn vele voorstellen waren er heel wat die er op wijzen dat hij mee was met of voorop liep op zijn tijd en onder meer uitgesproken sociaalvoelend was. Zijn tussenkomsten hadden meestal een moderne en vooruitstrevende klank.
Om redenen die wellicht niet te achterhalen zijn, kreeg hij geen aantrekkelijke functie in de groep die het bestuur van de stad na 1875 overnam en dat nam hij duidelijk kwalijk, zodat hij hevig oppositie begon te voeren tegen zijn vroegere partijgenoten. Hij geraakte hierdoor geïsoleerd en verliet Brugge.
De laatste dertig jaar van zijn leven waren gericht op migratie naar Canada en kregen hierdoor, voor hem en zijn gezin, een avontuurlijk tintje.

## Publicaties
- Le domicile est inviolable (Article 10 de la Constitution). Aux membres des parquets de Bruges et de Courtrai, Bruges, imp. Neut, oktober 1868.
- De la liberté testamentaire, Discours prononcé à la séance solennelle de rentrée de la Conférence du Jeune Barreau le 14 novembre 1871, in: La Belgique judiciaire. Ook gepubliceerd in Brugge bij drukkerij Leon Bogaert, (z. d.)
- Discours prononcé à la séance du 27 octobre 1877 du Conseil Communal de Bruges [het door Herreboudt voorgesteld groots programma van openbare werken].
- Bruges Port de Mer. Rapport sur les projets de Mr de Maere-Limnander [1878, verslag door Herreboudt namens het Berek Handel en Nijverheid van de Brugse gemeenteraad]
- Gemeenteblad van de stad Brugge, jaargangen 1872 tot en met 1880, bevat het verslag van de talrijke tussenkomsten door en discussies met Joseph Herreboudt, in de openbare zittingen van de Brugse gemeenteraad.
- L’Afrique Centrale et l’Association internationale pour réprimer la traite et explorer l’Afrique. Conferentie gehouden in Brugge, Mechelen, Oostende, enz, Brugge, Deressauw Frères, 1877.
- Manuel des inventeurs ou résumé de la doctrine et de la jurisprudence en matière de brevets d’invention (loi du 24 mai 1854), Brussel, G. Larcier, 1880.
- Concordats amiables. Examen de la proposition de loi Deman et Dansaert, membres de la Chambre des représentants, Brussel, G. Larcier, 1880.
- Le Canada au point de vue de l'émigration, Brugge, Herreboudt-Claeys, 1890.
- De l’avenir de nos relations commerciales avec le Canada, Brussel, Librairie universelle, 1892.
- Société Coopérative d’Etudes Pratiques, Griffin Cove sur les bords du Golfe Saint-Laurent, Lezing op 13 september 1899 voor de Kamer van Koophandel in Brugge.
- Les trusts américains en présence des coopératives belges, Brusel, De Ghilage, 1901.
- Banques hypothécaires et cités bocagères, Montréal, Imprimerie Bilodeau, 1913 [over coöperatieve sociale economie, volgens de principes van Rochdale en over de tuinwijken volgens Ebenezer Howard].
- La République coopérative, Montréal, Œuvre des orphelinats agricoles, 1917 [over landbouwcoöperatieven].